# 1948
Il 1948 (MCMXLVIII in numeri romani) è un anno bisestile del XX secolo.

## Eventi
- Tecnologia – la Bell mette in servizio fra New York e Boston il primo ponte radio a microonde
- Polaroid mette in vendita la prima fotocamera a sviluppo istantaneo.
- Cultura – fondazione dell'Università delle Indie occidentali.

### Gennaio
- 1º gennaio
  - Italia: entra in vigore la Costituzione della Repubblica Italiana.
  - Regno Unito: nasce la British Railways, la compagnia ferroviaria statale britannica, a seguito della nazionalizzazione delle ferrovie.
- 4 gennaio – la Birmania ottiene l'indipendenza dal Regno Unito.
- 17 gennaio – viene firmato un armistizio tra le forze nazionaliste indonesiane e l'esercito olandese.
- 30 gennaio
  - Il leader pacifista indiano Mohandas Karamchand Gandhi, noto come Mahatma Gandhi, è assassinato da un estremista indù.
  - A Sankt Moritz (Svizzera) si aprono i V Giochi olimpici invernali.
- 31 gennaio – l'Assemblea Costituente chiude i suoi lavori; la 335ª ed ultima seduta termina alle ore 22.

### Febbraio
- 4 febbraio – Il Ceylon, l'odierno Sri Lanka, ottiene l'indipendenza dal Regno Unito.
- 8 febbraio – a Sankt Moritz (Svizzera) si chiudono i V Giochi olimpici invernali.
- 16 febbraio – viene fotografato per la prima volta Miranda, satellite di Urano.
- 25 febbraio – Cecoslovacchia: il Partito Comunista sale al potere con un colpo di Stato.
- 28 febbraio – l'ultimo contingente delle truppe britanniche si ritira dall'India, ormai stato indipendente dal 1947.

### Marzo
- 10 marzo
  - Praga: il ministro degli esteri cecoslovacco Jan Masaryk, unico socialista nell'appena instaurato governo comunista, muore per un apparente suicidio: la causa del decesso verrà poi indicata in una presumibile defenestrazione.
  - Corleone: il sindacalista Placido Rizzotto viene ucciso dall'esponente di Cosa nostra Michele Navarra.
- 17 marzo
  - A San Francisco nasce il gruppo di motociclisti Hells Angels.
  - Francia, Gran Bretagna e Benelux firmano il trattato di Bruxelles: nasce l'Unione europea occidentale. Il trattato ispirerà la formazione della NATO
- 20 marzo – il segretario di Stato degli USA George Marshall, in un discorso all'Università di Berkeley, afferma che lo stanziamento di 176 milioni di dollari a favore dell'Italia sarebbe venuto meno nel caso di una vittoria elettorale delle sinistre in quel Paese.

### Aprile
- 3 aprile – il presidente Harry Truman avvia il Piano Marshall, grazie al quale saranno versati 5 miliardi di dollari per il sostegno economico di 16 stati e firma il decreto che istituisce l'Economic Cooperation Administration (ECA), agenzia governativa per la ripartizione degli aiuti.
- 9 aprile
  - Deir Yassin: un centinaio di combattenti sionisti attacca il villaggio nei pressi di Gerusalemme, provocando numerosi morti tra la popolazione civile.
  - È assassinato in Colombia il leader liberale Jorge Eliécer Gaitán. L'evento scatenerà la cosiddetta Violencia, uno dei periodi più bui della storia colombiana del XX secolo.
- 16 aprile – viene creata a Parigi l'Organizzazione per la cooperazione economica europea, per la ripartizione degli aiuti previsti dal Piano Marshall.
- 18 aprile – elezioni politiche in Italia per il primo parlamento repubblicano. La Democrazia Cristiana ottiene il 49% dei voti e la maggioranza assoluta dei seggi.

### Maggio
- 1º maggio – in Grecia vengono giustiziati 213 partigiani comunisti.
- 7-11 maggio – si tiene a L'Aia il congresso del Movimento europeo. Oltre mille delegati, provenienti da una ventina di paesi europei, discutono nuove forme di cooperazione in Europa e si esprimono a favore di un'"Assemblea Europea".
- 11 maggio – Luigi Einaudi viene eletto dalle Camere riunite del Parlamento Presidente della Repubblica Italiana al quarto scrutinio.
- 14 maggio – Tel Aviv: il Consiglio nazionale ebraico proclama la fondazione dello Stato di Israele. Questa data sarà ricordata dal popolo palestinese con il termine di Nakba ("Catastrofe").
- 15 maggio – contingenti militari provenienti da Egitto, Transgiordania, Libano, Siria, Iraq e Arabia Saudita attaccano Israele iniziando la Guerra arabo-israeliana del 1948. Quella che Israele chiamerà "Guerra d'indipendenza", costerà al nuovo Stato la vita di 6.000 cittadini tra civili e soldati (l'1% dell'intera popolazione ebraica di Israele). Il conflitto si è sviluppato in tre fasi principali, interrotte da due tregue decretate dalle Nazioni Unite: la prima dal 15 maggio all'11 giugno; la seconda dal 9 al 18 luglio; la terza dal 15 ottobre al 7 gennaio 1949.

### Giugno
- 4 giugno – Daniel François Malan viene eletto primo ministro del Sudafrica ed instaura il regime basato sulle leggi dell'apartheid.
- 5 giugno – inizia il processo al maresciallo d'Italia Rodolfo Graziani. Sarà condannato a 19 anni di reclusione di cui 17 condonati.
- 24 giugno – inizio del blocco di Berlino da parte dell'Unione Sovietica, proibendo il trasporto delle merci tra la città e la Germania occidentale.
- 26 giugno – inizio del ponte aereo alleato verso Berlino Ovest in risposta al blocco sovietico.
- 28 giugno – l'Italia aderisce al piano Marshall. Nel primo anno vengono assegnati al paese aiuti per 669 milioni di dollari.

### Luglio
- 1º luglio – Berna: durante le prove del Gran Premio automobilistico, il pilota italiano Achille Varzi, rivale di Nuvolari, esce di pista e muore.
- 9 luglio – Italia: Vincenzo Cardarelli vince la seconda edizione del Premio Strega con il romanzo Villa Tarantola, pubblicato da Edizioni della Meridiana.
- 14 luglio
  - Roma: un giovane universitario liberale, Antonio Pallante, spara al segretario del PCI Palmiro Togliatti che rimane gravemente ferito. In Italia si sfiora la guerra civile.
  - Italia: viene abolito il sistema di razionamento della carne e del latte.
- 25 luglio – Gino Bartali vince il suo secondo Tour de France.
- 29 luglio – Londra: iniziano le XIV Olimpiadi che si concluderanno il 14 agosto. Nel corso dei Giochi, l'Italia vincerà otto medaglie d'oro nel lancio del disco, nel canottaggio, due nel ciclismo, nel pugilato, nella lotta greco-romana, nella pallanuoto e nella spada individuale.

### Agosto
- 2 agosto – Londra: Fanny Blankers-Koen vince i 100 m alle Olimpiadi.
- 6 agosto – Londra: Fanny Blankers-Koen vince i 200 m alle Olimpiadi. È la sua seconda medaglia d'oro (ne vincerà quattro).
- 12 agosto – gli Stati Uniti riconoscono il governo della Corea del Sud.
- 15 agosto – viene proclamata la Repubblica di Corea, a sud del 38º parallelo. Le truppe americane lasciano il Paese.
- 19 agosto – truppe sovietiche sparano sui manifestanti tedeschi che protestano contro il blocco di Berlino.

### Settembre
- 4 settembre – Italia: il Piemonte meridionale, nelle zone del Monferrato e delle Langhe, è colpito da una grave alluvione che provocherà circa cinquanta vittime.
- 6 settembre – Giuliana è incoronata regina dei Paesi Bassi nella Chiesa Nuova di Amsterdam; succede alla madre Guglielmina che ha abdicato il 4 settembre.
- 9 settembre – Corea del Nord: l'Assemblea popolare suprema, riunita a Pyongyang, proclama la Repubblica popolare democratica di Corea.
- 13 settembre-18 settembre — India: annessione dell’Hyderabad da parte del Dominion dell'India.
- 17 settembre – Gerusalemme: combattenti ebrei della Banda Stern assassinano il conte Folke Bernadotte, mediatore delle Nazioni Unite nella guerra arabo-israeliana, ritenendolo un agente al servizio del governo britannico.
- 30 settembre – esce nelle edicole italiane la prima striscia di Tex, fumetto western creato da Gian Luigi Bonelli e Aurelio Galleppini.

### Ottobre
- Claude Shannon pubblica sul periodico The Bell System Technical Journal l'articolo Una teoria matematica della comunicazione, lavoro fondamentale della moderna teoria dell'informazione.
- 5 ottobre – ad Aşgabat, nel Turkmenistan, un terribile terremoto causa 110.000 morti.
- 17 ottobre – Italia: inaugurazione della pista dell'Autodromo di Monza, dopo i danneggiamenti provocati dai recenti eventi bellici.
- 21 ottobre – occupazione israeliana del villaggio palestinese di al-Walaja.
- 29 ottobre – le Forze di difesa israeliane uccidono almeno 52 civili mentre conquistano il villaggio palestinese di Safsaf.

### Novembre
- 2 novembre – elezioni presidenziali americane: Harry Truman sconfigge lo sfidante Thomas E. Dewey.
- 12 novembre – Giappone: termina il processo di Tokyo contro i criminali di guerra giapponesi. Il Tribunale militare internazionale per l'Estremo Oriente infligge sette condanne capitali, sedici ergastoli, due condanne a pene detentive: venti e sette anni.
- 16 novembre – scatta l'operazione "Tappeto Magico" per il trasporto in Israele degli ebrei yemeniti.
- 26 novembre – si insedia a Fontainebleau lo stato maggiore permanente dell'Unione europea occidentale.

### Dicembre
- 9 dicembre – l'Assemblea generale delle Nazioni Unite adotta, con la risoluzione 260 A (III), la "Convenzione per la prevenzione e la repressione del crimine di genocidio".
- 10 dicembre – Parigi: viene firmata la Dichiarazione universale dei diritti umani, promossa dall'Organizzazione delle Nazioni Unite.
- 24 dicembre – Parigi, cattedrale di Notre-Dame: prima messa natalizia di mezzanotte  trasmessa dalla televisione francese.
- 28 dicembre – il primo ministro egiziano Mahmud Fahmi Nokrashi Pascià è assassinato da membri del movimento dei Fratelli musulmani.

## Nati
Ci sono circa 3 160 voci su persone nate nel 1948; vedi la pagina Nati nel 1948 per un elenco descrittivo o la categoria Nati nel 1948 per un indice alfabetico.

## Morti
Ci sono circa 770 voci su persone morte nel 1948; vedi la pagina Morti nel 1948 per un elenco descrittivo o la categoria Morti nel 1948 per un indice alfabetico.

## Calendario
| Calendario 1948 | Calendario 1948 | Calendario 1948 | Calendario 1948 | Calendario 1948 | Calendario 1948 | Calendario 1948 | Calendario 1948 | Calendario 1948 | Calendario 1948 | Calendario 1948 | Calendario 1948 | Calendario 1948 | Calendario 1948 | Calendario 1948 | Calendario 1948 | Calendario 1948 | Calendario 1948 | Calendario 1948 | Calendario 1948 | Calendario 1948 | Calendario 1948 | Calendario 1948 | Calendario 1948 | Calendario 1948 | Calendario 1948 | Calendario 1948 | Calendario 1948 | Calendario 1948 | Calendario 1948 | Calendario 1948 | Calendario 1948 | Calendario 1948 |
| --------------- | --------------- | --------------- | --------------- | --------------- | --------------- | --------------- | --------------- | --------------- | --------------- | --------------- | --------------- | --------------- | --------------- | --------------- | --------------- | --------------- | --------------- | --------------- | --------------- | --------------- | --------------- | --------------- | --------------- | --------------- | --------------- | --------------- | --------------- | --------------- | --------------- | --------------- | --------------- | --------------- |
|                 | 1               | 2               | 3               | 4               | 5               | 6               | 7               | 8               | 9               | 10              | 11              | 12              | 13              | 14              | 15              | 16              | 17              | 18              | 19              | 20              | 21              | 22              | 23              | 24              | 25              | 26              | 27              | 28              | 29              | 30              | 31              |                 |
| Gennaio         | Gi              | Ve              | Sa              | Do              | Lu              | Ma              | Me              | Gi              | Ve              | Sa              | Do              | Lu              | Ma              | Me              | Gi              | Ve              | Sa              | Do              | Lu              | Ma              | Me              | Gi              | Ve              | Sa              | Do              | Lu              | Ma              | Me              | Gi              | Ve              | Sa              |                 |
| Febbraio        | Do              | Lu              | Ma              | Me              | Gi              | Ve              | Sa              | Do              | Lu              | Ma              | Me              | Gi              | Ve              | Sa              | Do              | Lu              | Ma              | Me              | Gi              | Ve              | Sa              | Do              | Lu              | Ma              | Me              | Gi              | Ve              | Sa              | Do              |                 |                 |                 |
| Marzo           | Lu              | Ma              | Me              | Gi              | Ve              | Sa              | Do              | Lu              | Ma              | Me              | Gi              | Ve              | Sa              | Do              | Lu              | Ma              | Me              | Gi              | Ve              | Sa              | Do              | Lu              | Ma              | Me              | Gi              | Ve              | Sa              | Do              | Lu              | Ma              | Me              |                 |
| Aprile          | Gi              | Ve              | Sa              | Do              | Lu              | Ma              | Me              | Gi              | Ve              | Sa              | Do              | Lu              | Ma              | Me              | Gi              | Ve              | Sa              | Do              | Lu              | Ma              | Me              | Gi              | Ve              | Sa              | Do              | Lu              | Ma              | Me              | Gi              | Ve              |                 |                 |
| Maggio          | Sa              | Do              | Lu              | Ma              | Me              | Gi              | Ve              | Sa              | Do              | Lu              | Ma              | Me              | Gi              | Ve              | Sa              | Do              | Lu              | Ma              | Me              | Gi              | Ve              | Sa              | Do              | Lu              | Ma              | Me              | Gi              | Ve              | Sa              | Do              | Lu              |                 |
| Giugno          | Ma              | Me              | Gi              | Ve              | Sa              | Do              | Lu              | Ma              | Me              | Gi              | Ve              | Sa              | Do              | Lu              | Ma              | Me              | Gi              | Ve              | Sa              | Do              | Lu              | Ma              | Me              | Gi              | Ve              | Sa              | Do              | Lu              | Ma              | Me              |                 |                 |
| Luglio          | Gi              | Ve              | Sa              | Do              | Lu              | Ma              | Me              | Gi              | Ve              | Sa              | Do              | Lu              | Ma              | Me              | Gi              | Ve              | Sa              | Do              | Lu              | Ma              | Me              | Gi              | Ve              | Sa              | Do              | Lu              | Ma              | Me              | Gi              | Ve              | Sa              |                 |
| Agosto          | Do              | Lu              | Ma              | Me              | Gi              | Ve              | Sa              | Do              | Lu              | Ma              | Me              | Gi              | Ve              | Sa              | Do              | Lu              | Ma              | Me              | Gi              | Ve              | Sa              | Do              | Lu              | Ma              | Me              | Gi              | Ve              | Sa              | Do              | Lu              | Ma              |                 |
| Settembre       | Me              | Gi              | Ve              | Sa              | Do              | Lu              | Ma              | Me              | Gi              | Ve              | Sa              | Do              | Lu              | Ma              | Me              | Gi              | Ve              | Sa              | Do              | Lu              | Ma              | Me              | Gi              | Ve              | Sa              | Do              | Lu              | Ma              | Me              | Gi              |                 |                 |
| Ottobre         | Ve              | Sa              | Do              | Lu              | Ma              | Me              | Gi              | Ve              | Sa              | Do              | Lu              | Ma              | Me              | Gi              | Ve              | Sa              | Do              | Lu              | Ma              | Me              | Gi              | Ve              | Sa              | Do              | Lu              | Ma              | Me              | Gi              | Ve              | Sa              | Do              |                 |
| Novembre        | Lu              | Ma              | Me              | Gi              | Ve              | Sa              | Do              | Lu              | Ma              | Me              | Gi              | Ve              | Sa              | Do              | Lu              | Ma              | Me              | Gi              | Ve              | Sa              | Do              | Lu              | Ma              | Me              | Gi              | Ve              | Sa              | Do              | Lu              | Ma              |                 |                 |
| Dicembre        | Me              | Gi              | Ve              | Sa              | Do              | Lu              | Ma              | Me              | Gi              | Ve              | Sa              | Do              | Lu              | Ma              | Me              | Gi              | Ve              | Sa              | Do              | Lu              | Ma              | Me              | Gi              | Ve              | Sa              | Do              | Lu              | Ma              | Me              | Gi              | Ve              |                 |

## Premi Nobel
- per la Letteratura: Thomas Stearns Eliot
- per la Medicina: Paul Hermann Müller
- per la Fisica: Patrick Maynard Stuart Blackett
- per la Chimica: Arne Wilhelm Kaurin Tiselius